# Entre chats
Entre chats est un album de bande-dessinée collectif édité en 1990 puis réédité en 2004 aux éditions Delcourt.
Récit de Frank Pé qui dessine et est aidé en cela par Al Séverin, Andreas, Barbe, Max Cabanes, René Follet, Franquin, Christian Rossi, Juillard ou Claire Wendling la relation qui nous unit aux chats. 